# Thrice
Thrice är ett rockband från Irvine i Kalifornien, USA. Gruppen bildades 1998 av sångaren Dustin Kensrue och gitarristen Teppei Teranishi. Teppeis skatekompis Eddie Breckenridge fick hoppa in som basist och hans bror, Riley Breckenridge blev trummis. Namnet blev Thrice, efter ett skämt. Och senare har bandet också vunnit pris för sämsta bandnamn. 
Musiken, som genom åren har utvecklats från melodisk emo-punk till post-hardcore är väldigt speciell. Många säger att genren de spelar är unik och har därför fått just namnet; Thrice. De har blivit kända för starka gitarrer, Dustins begåvade sångröst och sin experimentella musik där de blandar alla instrument väldigt musikaliskt. Och med många kontroversiella och poetiska sångtexter. 

## Medlemmar
- Dustin Kensrue – sång, gitarr, synthesizer, slagverk
- Teppei Teranishi – gitarr, synthesizer, bakgrundssång, piano, glockenspiel
- Eddie Breckenridge – basgitarr, synthesizer, bakgrundssång, gitarr
- Riley Breckenridge – trummor, programmering

## Diskografi
Studioalbum
- Identity Crisis (2001)
- The Illusion of Safety (2002)
- The Artist in the Ambulance (2003)
- Vheissu (2005)
- The Alchemy Index Vols. I & II (2007)
- The Alchemy Index Vols. III & IV (2008)
- Beggars (2009)
- Major/Minor (2011)
- To Be Everywhere Is to Be Nowhere (2016)
- Palms (2018)

EP
- 1999 – First Impressions
- 2003 – Live from the Apple Store
- 2006 – Red Sky
- 2008 – The Myspace Transmissions
- 2010 – Daytrotter Sessions

Singlar
- 2003 – "All That's Left"
- 2003 – "Under a Killing Moon"
- 2004 – "Stare at the Sun"
- 2005 – "Image of the Invisible"
- 2008 – "Come All You Weary"